# کلیسای سن پیتر و سن پال
کلیسای سن پیتر و سن پال (لیتوانیایی: Šv. apaštalų Petro ir Povilo bažnyčia) یک کلیسای کاتولیک رومی در ناحیه آنتاکالنیس در مجاورت شهر ویلنیوس، لیتوانی می‌باشد. این کلیسا مجموعه‌ای از صومعه‌های قدیمی جماعت بین‌المللی لاترن می‌باشد. داخل آن دارای ترکیبات استادانه‌ای از حدود ۲۰۰۰ قطعه گچ‌بری می‌باشد. این کلیسا یک شاهکار از معماری باروک مشترک‌المنافع لهستان–لیتوانی است.

## نگارخانه

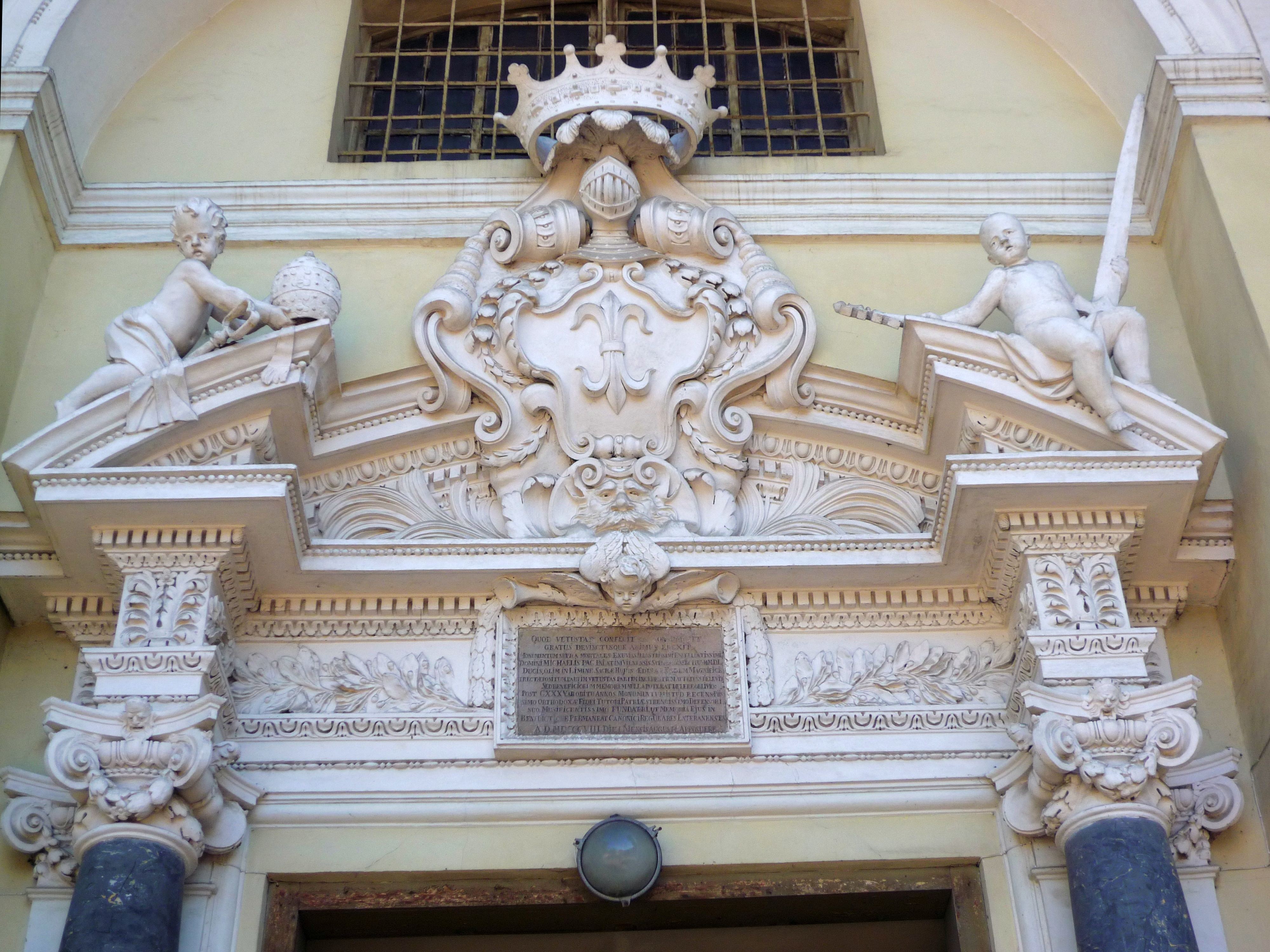
تصویر نزدیک و اصلی دروازه با سردری سامان یافته در وسط
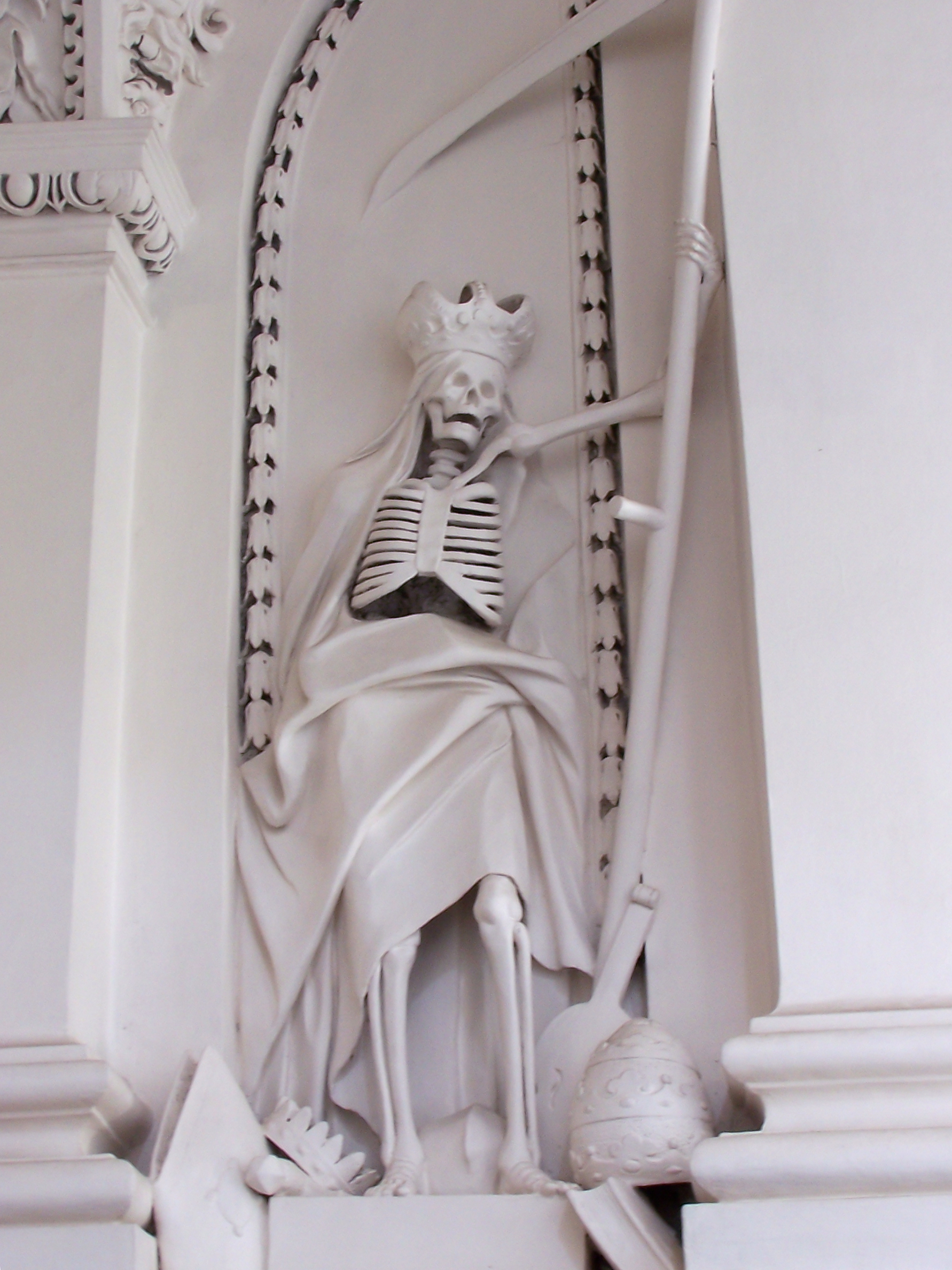
رقص مرگ، یک یادآور جهانی بودن مرگ است
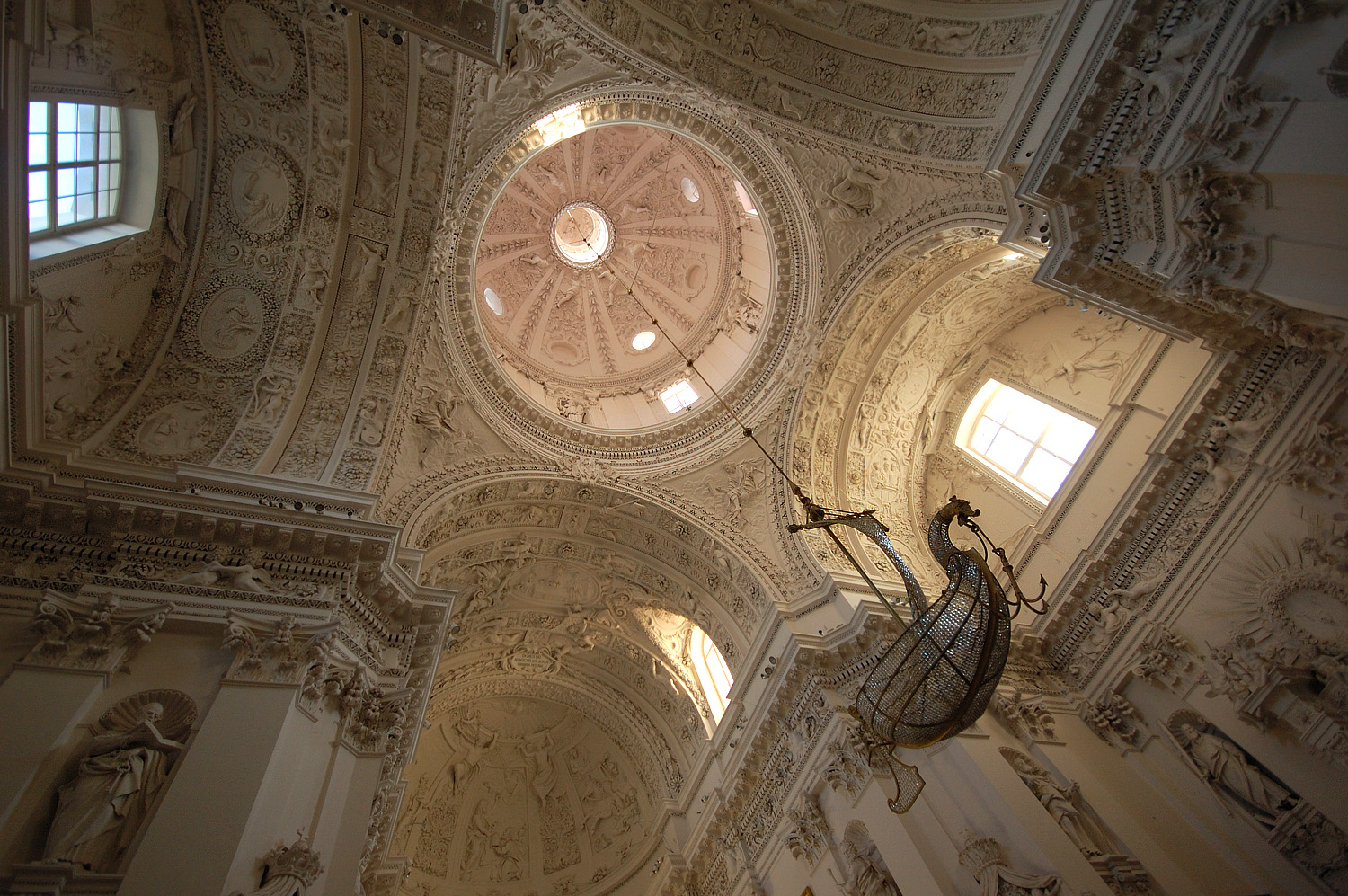
نمایش گنبد با لوستر قایق شکل
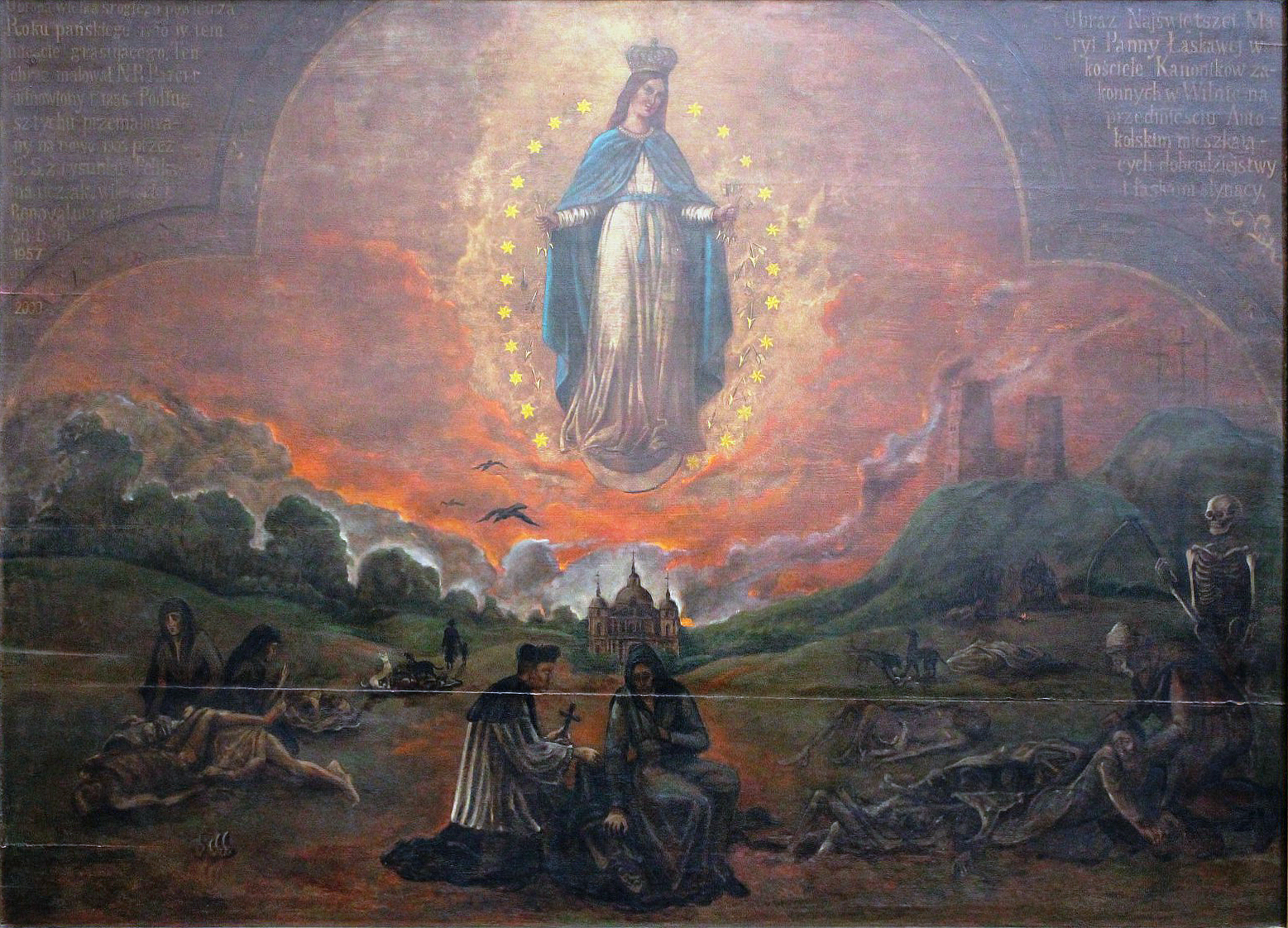
طاعون سال ۱۷۱۰ در ویلنیوس
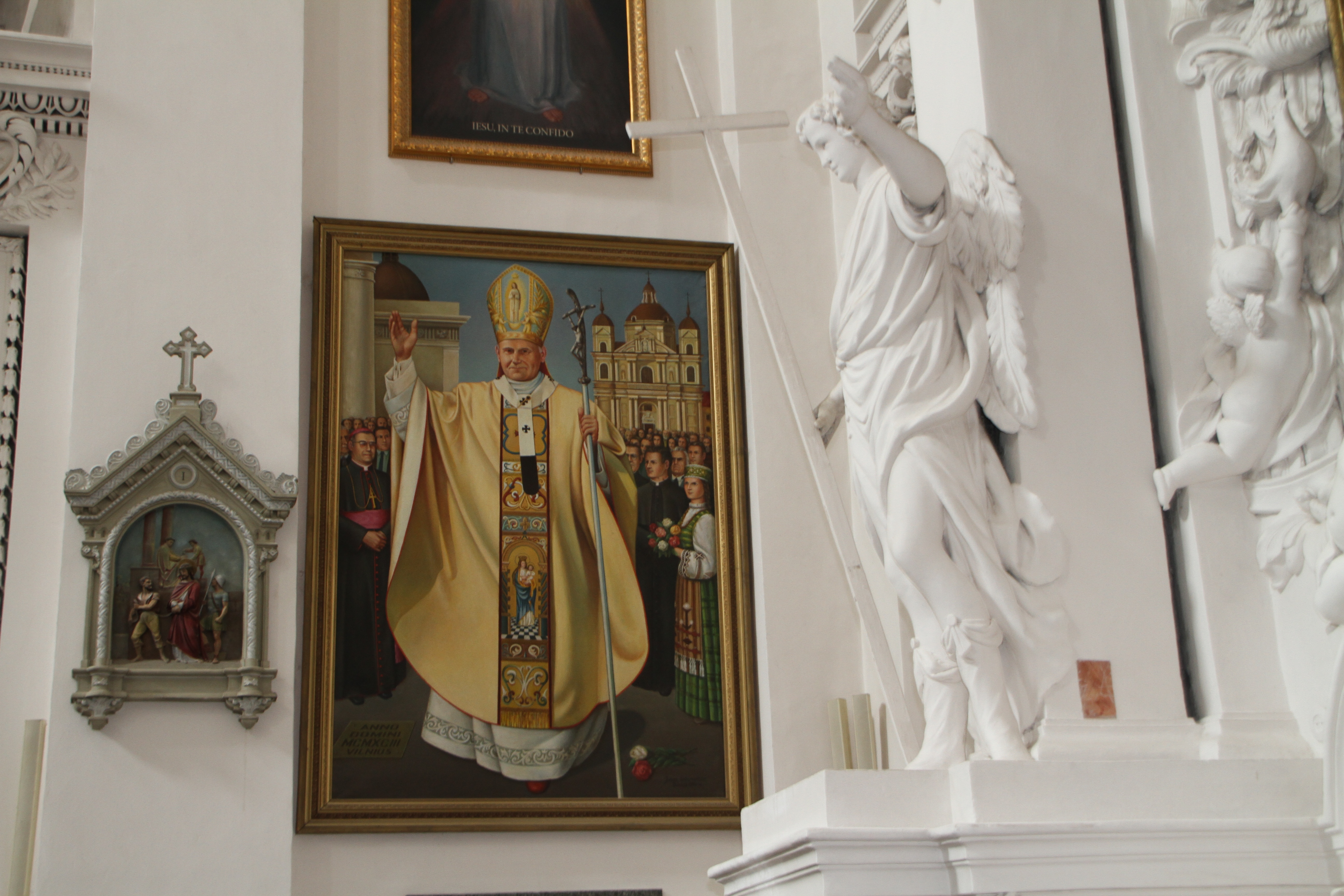
، نقاشی پاپ ژان پل دوم در ویلنیوس